# Mark Viduka
Mark Anthony Viduka (Melbourne, 9 de octubre de 1975) es un exfutbolista australiano que se desempeñaba como delantero. Fue capitán de la selección de fútbol de Australia en donde desempeñó un papel importante, especialmente en la Copa Mundial de Fútbol de 2006. Debutó como profesional en el club australiano Melbourne Knights. Posteriormente pasó por las filas de Dinamo Zagreb, Celtic, Leeds United y Middlesbrough F.C. antes de recalar en el Newcastle United.

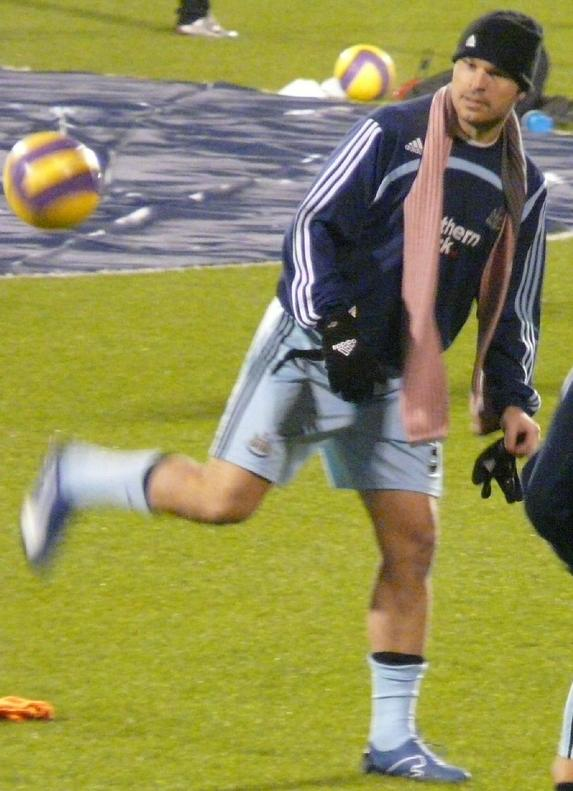
Mark Viduka

## Carrera

### Melbourne Knights
Debutó como futbolista en el Melbourne Knights de la National Soccer League australiana en 1993 convirtiéndose en el máximo goleador de la competición. Marcó un total de 18 goles en 22 partidos disputados. 

### NK Dinamo Zagreb
En 1995 ficha por el Dinamo Zagreb de la Prva HNL de Croacia (conocido en ese momento por Croacia Zagreb)volviendo así a la tierra natal de sus padres. A lo largo de las tres temporadas y media que juega en el equipo croata consiguió un total de 40 goles en 83 partidos de liga y cinco goles en competiciones europeas.

### Celtic Glasgow
En diciembre de 1998 es traspasado al Celtic Glasgow por 3.5 millones de libras. En el final de la temporada consiguió anotar un total de cinco tantos en los nueve partidos que disputó.
La siguiente temporada con el cuadro escocés fue una de las más destacadas de la carrera de Viduka, ya que consiguió 25 goles en los 28 partidos que disputó siendo nombrado por ello mejor jugador Oceanía de la temporada.

### Leeds United
En julio de 2000 y por su interés de recalar en una liga más competitiva que la escocesa es traspasado al Leeds United por 9 millones de euros donde coincide con su compatriota Harry Kewell y donde forma una potente delantera con un joven Alan Smith y con el irlandés Robbie Keane en un equipo entrenado por David O'Leary. Durante las cuatro temporadas que defendió la elástica de los de Elland Road consiguió un total de 72 goles en 166 partidos y logró incluso llegar a las semifinales de la Champions League en 2001 contra el Valencia CF.
Pero el descenso del Leeds United en 2004 provocó que Viduka fuera de nuevo traspasado. 

### Middlesbrough
En julio de 2004 llega al Middlesbrough a cambio de 6'5 millones de euros. Su rendimiento bajó considerablemente con respecto a años anteriores y le costó mucho más ganarse un sitio entre los titulares pero aun así durante las tres temporadas que estuvo en el equipo consiguió un total de 34 goles en los 85 partidos que disputó. En 2006 llegó a disputar la final de la Copa de la UEFA contra el Sevilla FC en la que salió derrotado el conjunto inglés por un contundente 4-0.

### Newcastle United
En 2007 Mark Viduka abandonó el Middlesbrough para fichar por el Newcastle United entrenado por Sam Allardyce. Debuta con los de St. James Park el 11 de agosto contra el Bolton pero no fue hasta el 26 de agosto cuando marcó su primer gol y ante su exequipo, el Middlesbrough. En sus dos temporadas en el Newcastle United consiguió un total de 7 goles en los 27 partidos que ha jugado.

### Retiro
Se retiró en 2009 en el Newcastle. En la actualidad, se dedica a negocios inmobiliarios, tanto en su Melbourne natal como en la costa croata.

## Vida personal
Es primo del futbolista croata Luka Modrić.

## Estadísticas

### Clubes
| Temporada                        | Club                | Liga (1) | Liga (1) | Copas (2) | Copas (2) | Internacional (3) | Internacional (3) | Total (4) | Total (4) | Promedio |
| Temporada                        | Club                | Part.    | Goles    | Part.     | Goles     | Part.             | Goles             | Part.     | Goles     | Promedio |
| -------------------------------- | ------------------- | -------- | -------- | --------- | --------- | ----------------- | ----------------- | --------- | --------- | -------- |
| Melbourne Knights F.C. Australia | 1992-93             | 4        | 2        | —         | —         | —                 | —                 | 4         | 2         | 0,50     |
| Melbourne Knights F.C. Australia | 1993-94             | 20       | 17       | 2         | 1         | —                 | —                 | 22        | 18        | 0,82     |
| Melbourne Knights F.C. Australia | 1994-95             | 24       | 21       | 3         | 6         | —                 | —                 | 27        | 27        | 1,00     |
| Melbourne Knights F.C. Australia | Total club          | 48       | 40       | 5         | 7         | 0                 | 0                 | 53        | 47        | 0,89     |
| GNK Dinamo Zagreb · Croacia      | 1995-96             | 27       | 12       | 2         | 0         | —                 | —                 | 29        | 12        | 0,41     |
| GNK Dinamo Zagreb · Croacia      | 1996-97             | 25       | 18       | 3         | 2         | 2                 | 3                 | 30        | 23        | 0,77     |
| GNK Dinamo Zagreb · Croacia      | 1997-98             | 25       | 8        | 5         | 2         | 4                 | 6                 | 31        | 16        | 0,52     |
| GNK Dinamo Zagreb · Croacia      | 1998-99             | 7        | 2        | —         | —         | 2                 | 2                 | 9         | 9         | 1,00     |
| GNK Dinamo Zagreb · Croacia      | Total club          | 81       | 40       | 10        | 4         | 8                 | 11                | 99        | 55        | 0,56     |
| Celtic F.C. Escocia              | 1998-99             | 9        | 5        | 2         | 3         | —                 | —                 | 11        | 8         | 0,73     |
| Celtic F.C. Escocia              | 1999–00             | 28       | 25       | 5         | 1         | 4                 | 1                 | 37        | 27        | 0,73     |
| Celtic F.C. Escocia              | Total club          | 37       | 30       | 7         | 4         | 4                 | 1                 | 48        | 35        | 0,73     |
| Leeds United A.F.C. Inglaterra   | 2000–01             | 34       | 17       | 3         | 1         | 16                | 4                 | 53        | 22        | 0,42     |
| Leeds United A.F.C. Inglaterra   | 2001–02             | 33       | 11       | 2         | 2         | 7                 | 3                 | 42        | 16        | 0,38     |
| Leeds United A.F.C. Inglaterra   | 2002–03             | 33       | 20       | 5         | 2         | 2                 | 0                 | 40        | 22        | 0,55     |
| Leeds United A.F.C. Inglaterra   | 2003–04             | 30       | 11       | 1         | 1         | —                 | —                 | 37        | 19        | 0,51     |
| Leeds United A.F.C. Inglaterra   | Total club          | 130      | 59       | 11        | 6         | 25                | 7                 | 166       | 72        | 0,43     |
| Middlesbrough F.C. Inglaterra    | 2004–05             | 16       | 5        | 3         | 0         | 4                 | 2                 | 23        | 7         | 0,30     |
| Middlesbrough F.C. Inglaterra    | 2005–06             | 27       | 7        | 7         | 3         | 9                 | 6                 | 43        | 16        | 0,37     |
| Middlesbrough F.C. Inglaterra    | 2006–07             | 29       | 14       | 8         | 5         | —                 | —                 | 37        | 19        | 0,51     |
| Middlesbrough F.C. Inglaterra    | Total club          | 72       | 26       | 18        | 8         | 13                | 8                 | 103       | 42        | 0,41     |
| Newcastle United F.C. Inglaterra | 2007–08             | 26       | 7        | 2         | 0         | —                 | —                 | 28        | 7         | 0,25     |
| Newcastle United F.C. Inglaterra | 2008–09             | 12       | 0        | —         | —         | —                 | —                 | 12        | 0         | 0,00     |
| Newcastle United F.C. Inglaterra | Total club          | 38       | 7        | 2         | 0         | 0                 | 0                 | 40        | 7         | 0,18     |
| Total en su Carrera              | Total en su Carrera | 409      | 202      | 48        | 29        | 50                | 27                | 507       | 258       | 0,51     |

| Predecesor: Harry Kewell | Futbolista del año en Oceanía 2000 | Sucesor: Harry Kewell |